# Tiszalúc
Tiszalúc là một làng thuộc hạt Borsod-Abaúj-Zemplén, Hungary. Làng này có diện tích 44,88 km², dân số năm 2010 là 5412 người, mật độ 121 người/km².